# 올레나 페트로바
올레나 유리이우나 페트로바(우크라이나어: Оле́на Ю́ріївна Петро́ва, 1972년 9월 24일 ~ )는 우크라이나의 바이애슬론 선수이다. 1998년 동계 올림픽 여자 개인전에서 은메달을 획득하였으며, 1999-2000 시즌 월드컵 단체 추발 부문 준우승을 차지했다.